# Lambertuskathedrale (Lüttich)

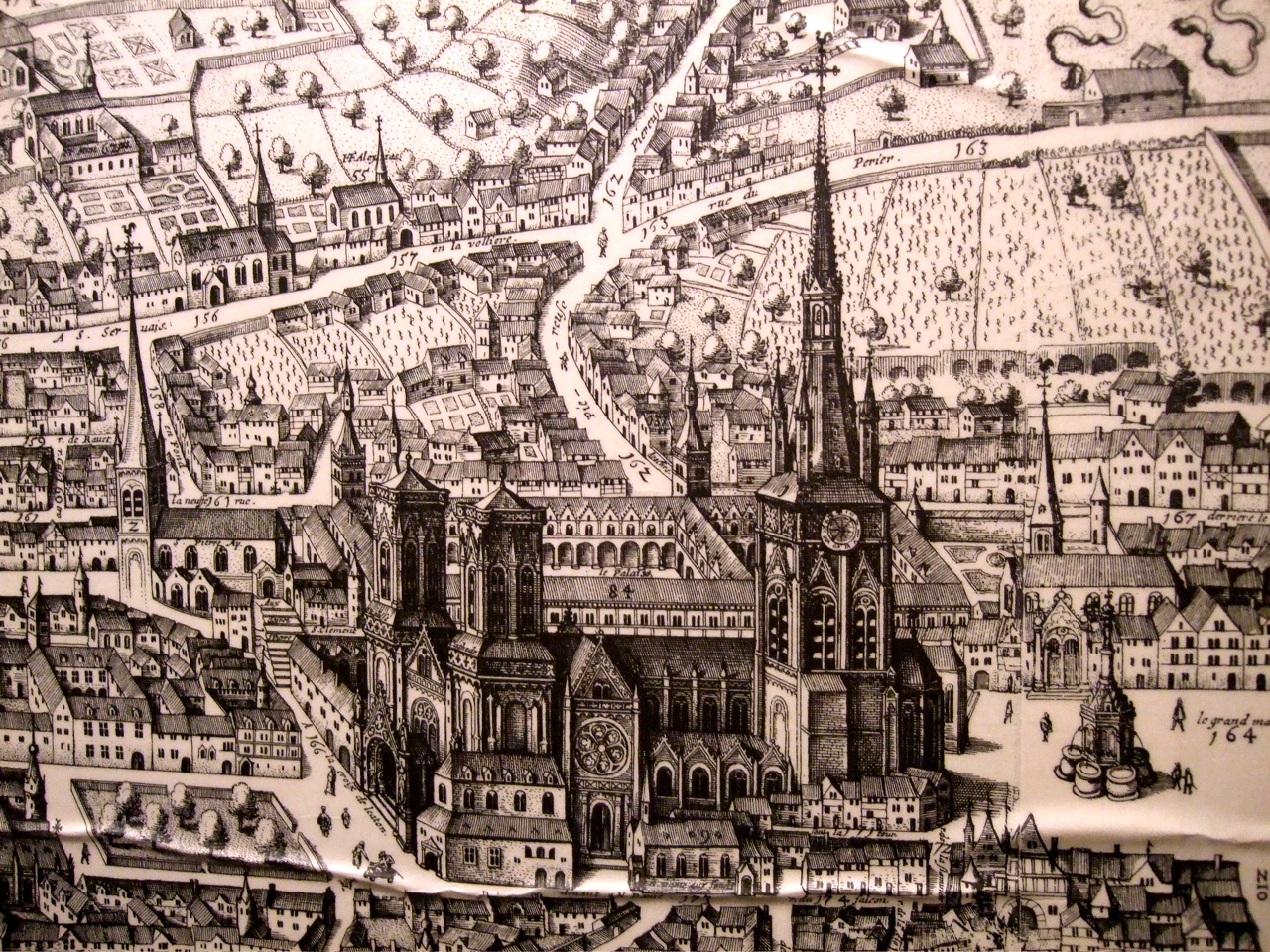
Lambertuskathedrale aus einer Abbildung des 17. Jahrhunderts

Die Lambertuskathedrale (auch Lambertusdom, französisch: Cathédrale Notre-Dame-et-Saint-Lambert) war die Kathedrale von Lüttich bis 1794. Die Bischof Lambert gewidmete große gotische Kathedrale stand auf der heutigen Place Saint-Lambert im Zentrum der Stadt. Mit zwei Chören, zwei Querschiffen, drei Längsschiffen, dem Kapellenkranz, ihrem Kreuzgang mitsamt den Anbauten und dem 135 Meter hohen Turm war Notre-Dame-et-Saint-Lambert die mittelalterliche Kirche mit dem größten Innenraum Westeuropas, der 4000 Menschen Platz bot.
Die Kathedrale wurde im Gefolge der Französischen Revolution auf Betreiben Lütticher Revolutionäre abgerissen.

## Geschichte

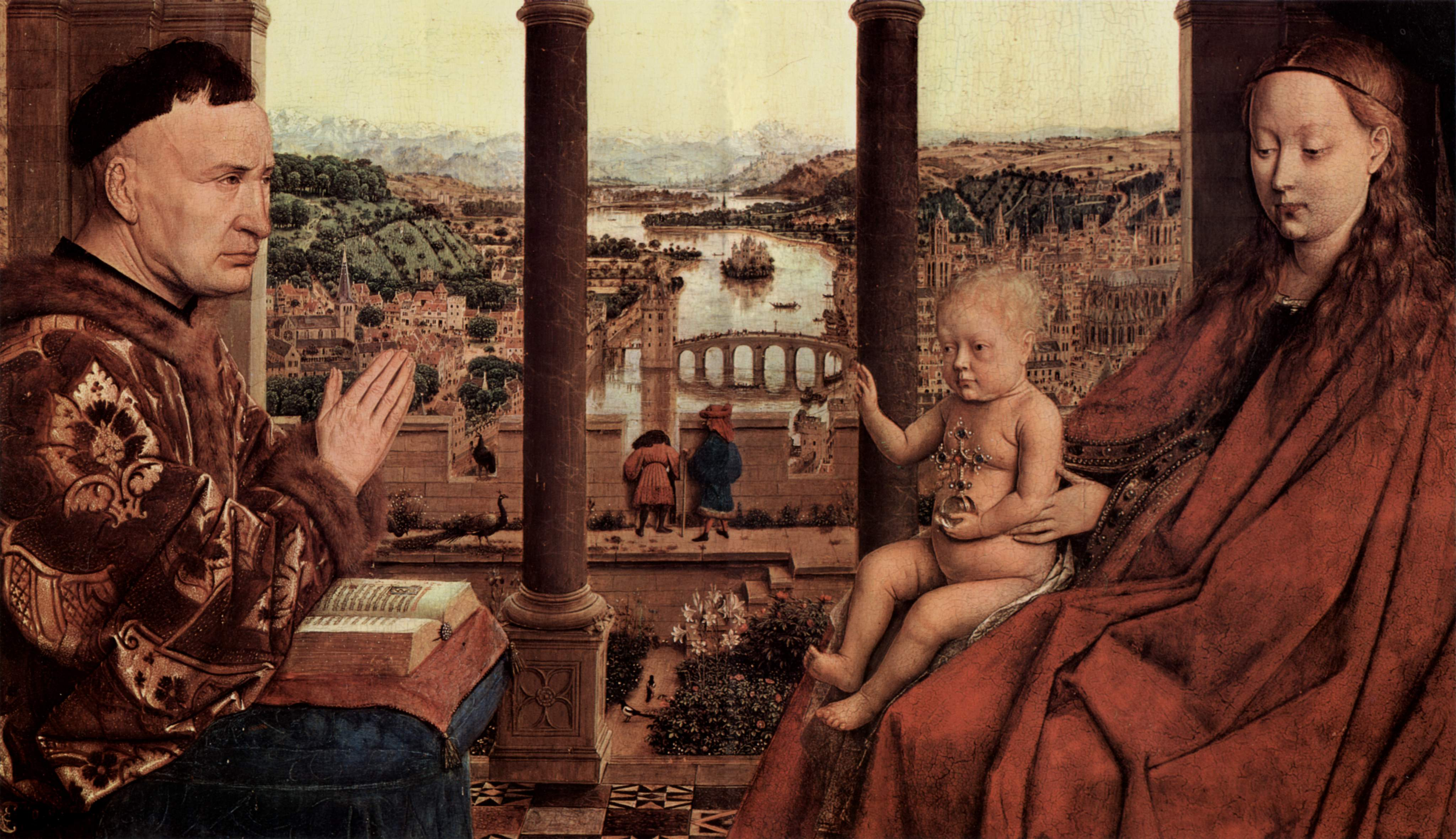
Madonna des Kanzlers Nicolas Rolin, Detail (Jan van Eyck, um 1410, Louvre) – im Hintergrund ist der große Turm der Kathedrale zu erkennen

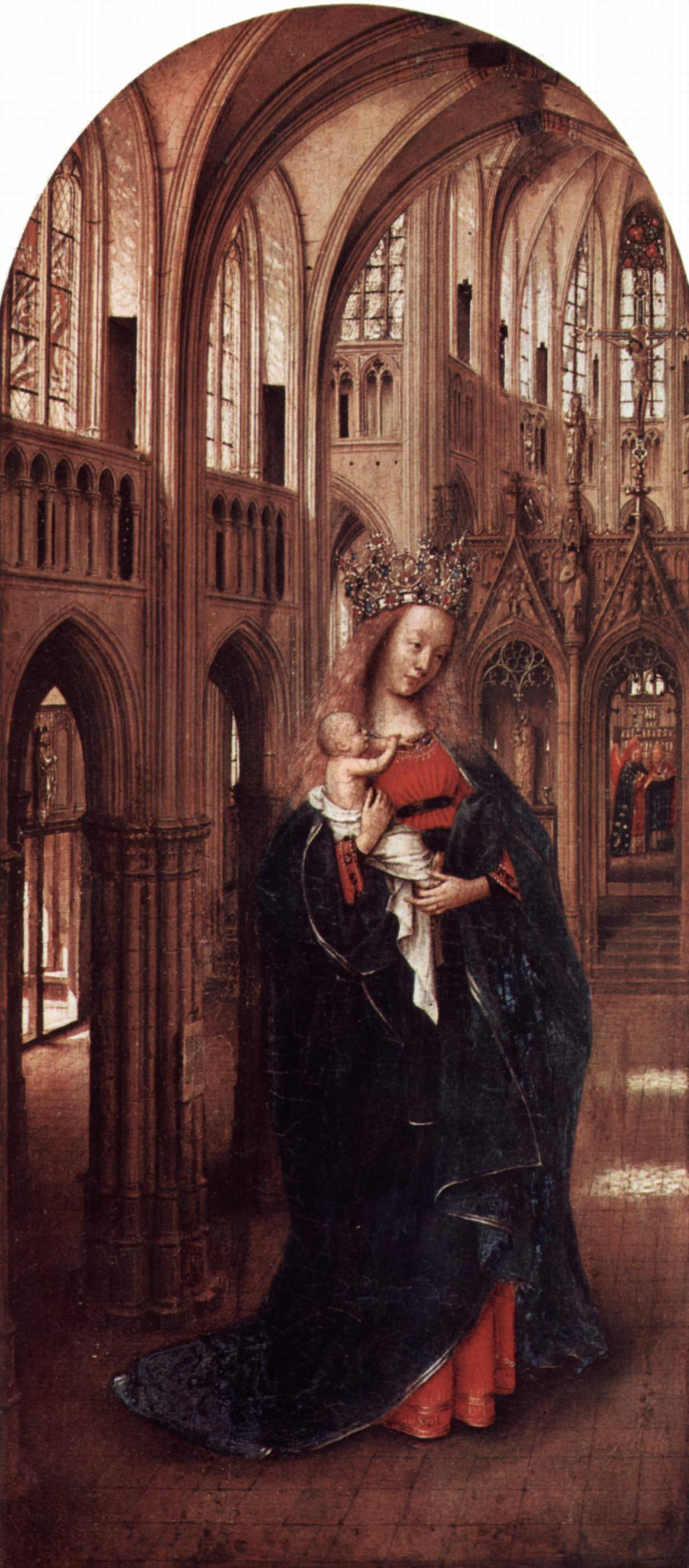
Die Muttergottes in der Kirche (Jan van Eyck, um 1425, Gemäldegalerie Berlin) – der Hintergrund ist ein Detail des Chors der Kathedrale

Bischof Lambert von Maastricht wurde im Jahr 705 in Lüttich ermordet. Er wurde in Maastricht bestattet, dann aber, als der Ort seiner Ermordung zum Ziel von Pilgern wurde, von seinem Nachfolger Hubertus nach Lüttich umgebettet. Wenig später wurde auch der Bischofssitz von Maastricht nach Lüttich verlegt. Im April 714 wurde in der Lambertuskathedrale der Hausmeier Grimoald aus der Familie der Arnulfinger erschlagen.
Das von Hubertus gebaute Mausoleum war unüblicherweise nach Westen ausgerichtet, worauf die Ausrichtung des Chors nach Westen auch bei den Folgebauten zurückzuführen ist. Der erste dieser Bauten stammt aus dem Ende des 8. Jahrhunderts und wies karolingischen Stil auf.
Im Jahr 978 installierte Bischof Notger ein Domkapitel mit 60 Kanonikern, um das Jahr 1000 begann er mit dem Bau einer neuen Kirche im ottonischen Stil mit einer Krypta für die Relikte des Heiligen. Die neue Kathedrale hatte ein massives Westwerk, zwei Chöre am entgegengesetzten Ende, zwei Querschiffe mit einem Turm über der Vierung. Ein Kreuzgang ergänzte den Kirchenbau. Die Eingänge zur Kirche befanden sich an der Nord- und Südseite und nicht an der Längsachse des Gebäudes. In den Jahren 1140 bis 1180 wurde eine Reihe von Umbauten an der Kathedrale vorgenommen.
Der exkommunizierte Kaiser Heinrich IV., der am 7. August 1106 in Lüttich starb, bekam seine erste Ruhestätte in der Kathedrale. Nach Einsprüchen der Bischöfe wurde der Körper aus seinem Grab geholt und in einer noch ungeweihten Kapelle außerhalb der Stadt in Cornelio monte sita (heute Cornillon, ein Stadtteil von Lüttich) in ungeweihter Erde beigesetzt. Heinrich V. setzte sich wenig später über den Beschluss der Fürsten hinweg, ließ den Leichnam am 24. August erneut aus der Erde holen und zunächst nach Lüttich, dann nach Speyer überführen.
In der Nacht vom 28. auf den 29. April 1185 brach ein Feuer in der Nähe der Kathedrale aus, sprang auf den Kreuzgang und das Kirchengebäude über und zerstörte beide. Der unmittelbar danach beginnende Wiederaufbau auf Basis der alten Fundamente erfolgt im Stil der Gotik und führte bereits 1189 zur Weihe der wenigstens teilweise wiederhergestellten Kirche durch Philipp von Heinsberg, den Erzbischof von Köln. 1197 konnten die Lambertus-Reliquien, die vor dem Feuer in Sicherheit gebracht worden waren, wieder in die Kathedrale gebracht werden.
Kapitalmangel behinderte in der Folge die Fertigstellung des Baus. Prozessionen wurden im gesamten Bistum abgehalten, um dafür Geld aufzubringen. Papst Innozenz IV. (1243–1254) versprach jedem Ablass, der beim Wiederaufbau half. 1391 begann der Bau des 135 Meter hohen Turmes, dessen Fertigstellung 1431 das Ende größerer Arbeiten an der Kathedrale war.
Die Kathedrale war 96 Meter lang, die Gesamtanlage inklusive des Klosters sogar 173 Meter, und mit den Seitenkapellen 37 Meter breit. Der Innenraum war etwa 30 Meter hoch. Vom Baustil, nicht von der Größe her, war sie mit Notre-Dame de Paris vergleichbar. Die beiden Sandstein-Türme an der Westfassade ähnelten denen der Kathedrale in Brüssel und den Liebfrauenkirchen in Breda und Tongeren.

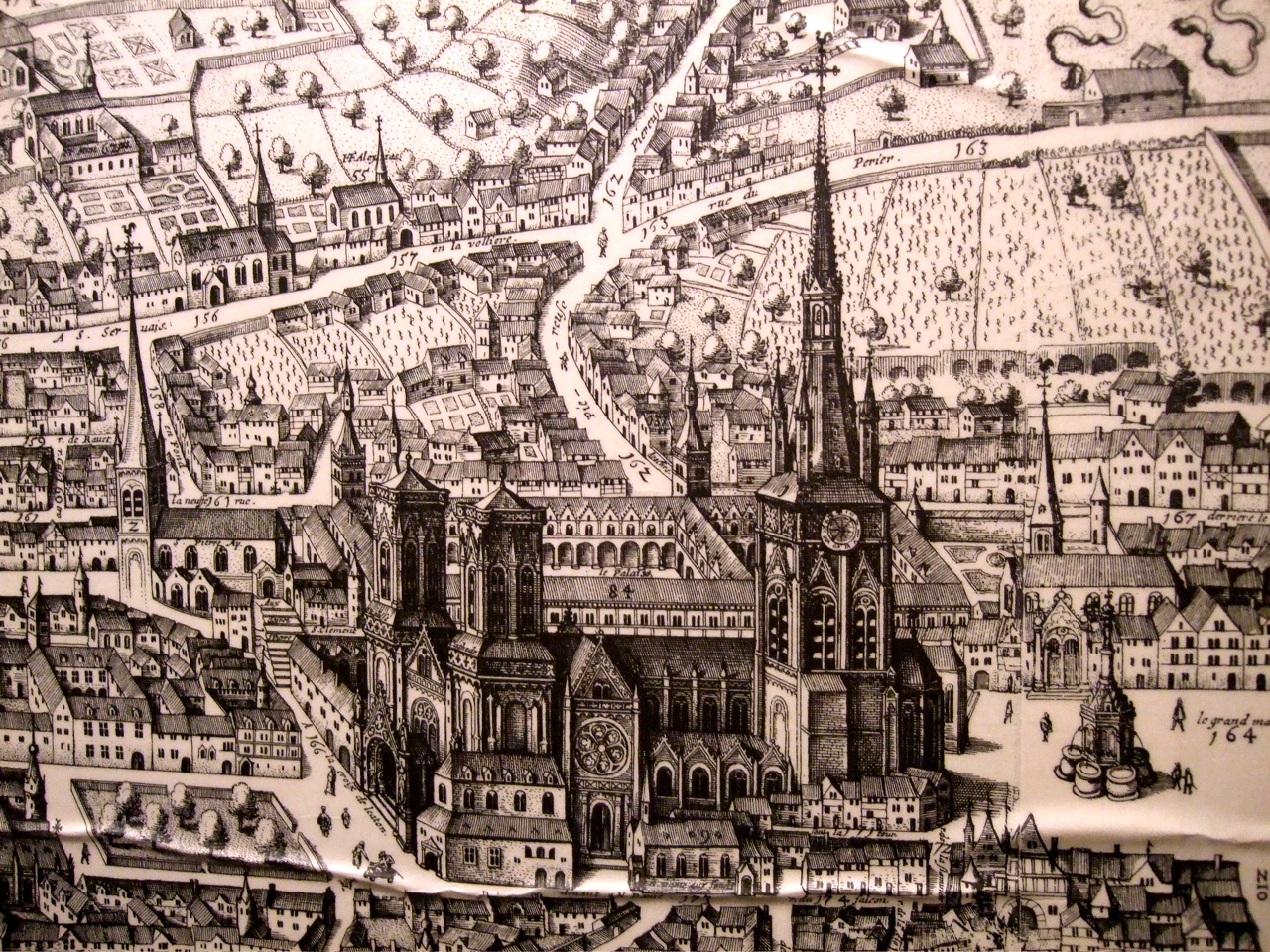
Kathedrale, 16. Jh.
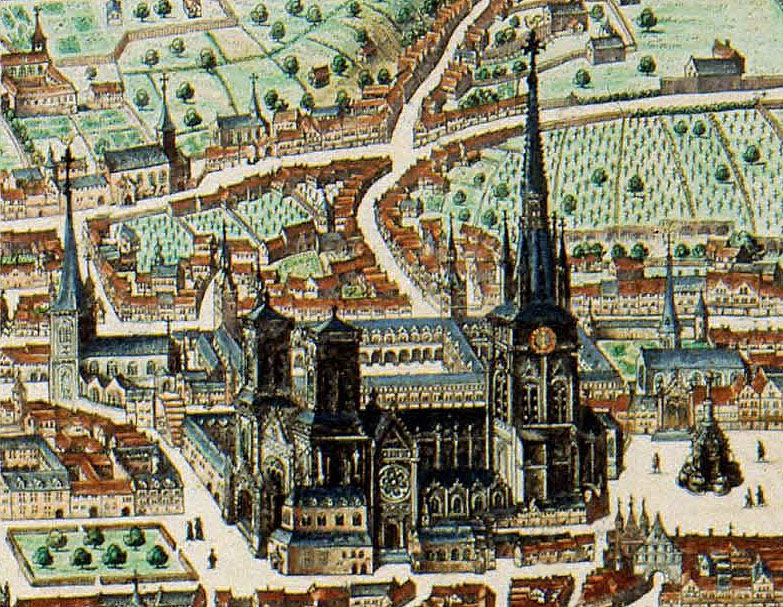
Blaeu, Lüttich, Detail
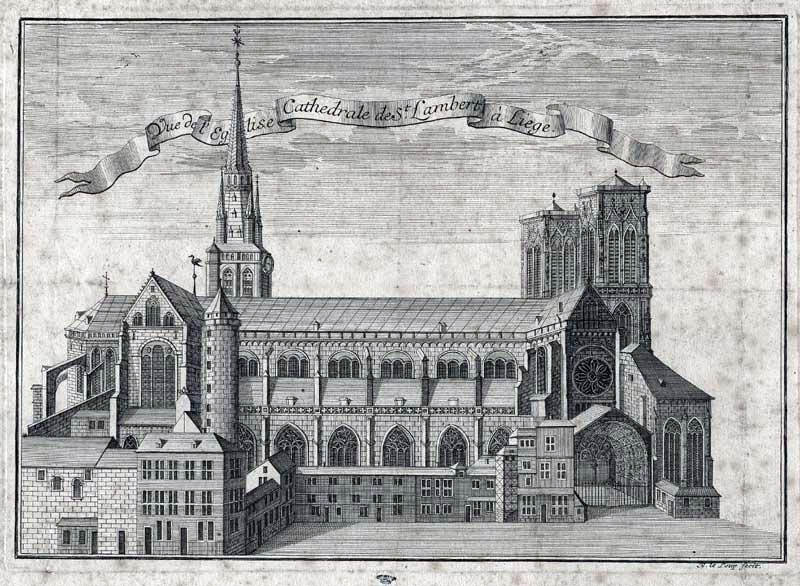
Remacle Le Loup, Lambertuskathedrale, um 1735
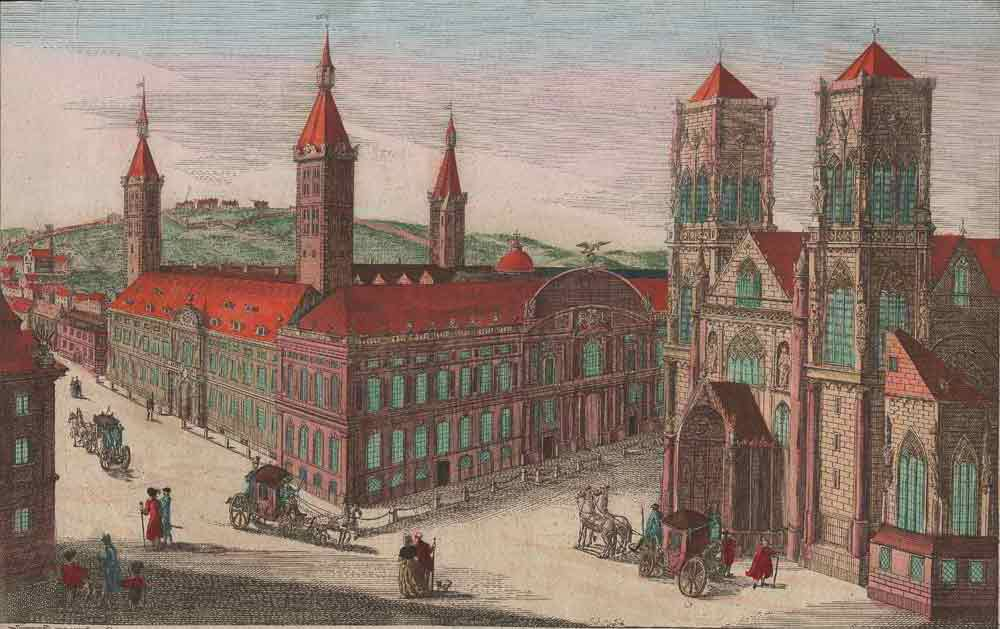
Teilansicht des Fürstbischöflichen Palais und der Lambertuskathedrale, 18. Jahrhundert
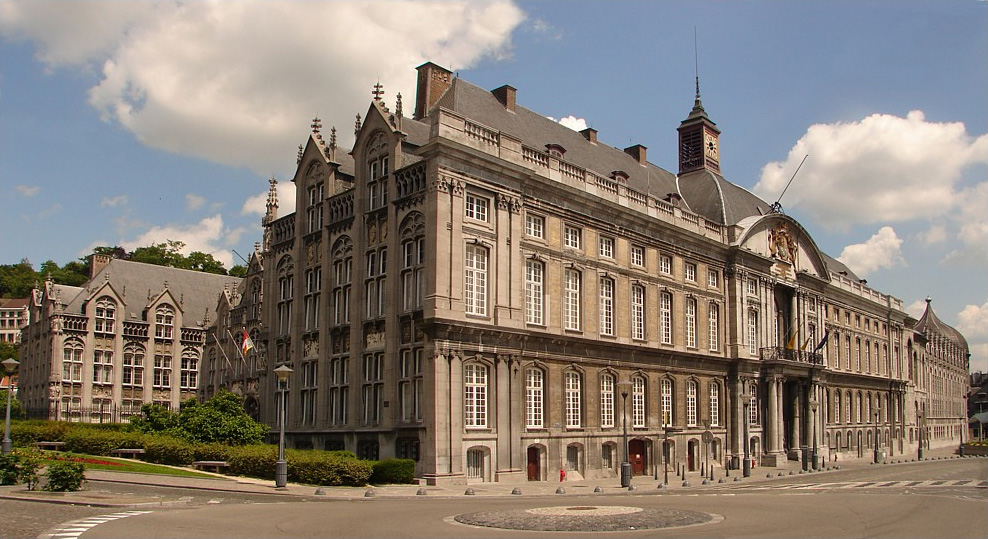
Fürstbischöfliches Palais
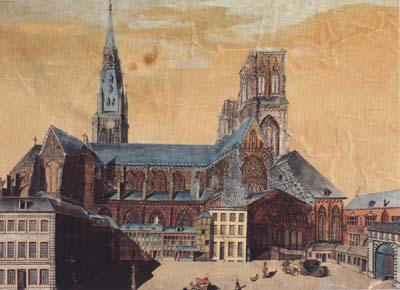
Kathedrale 1780
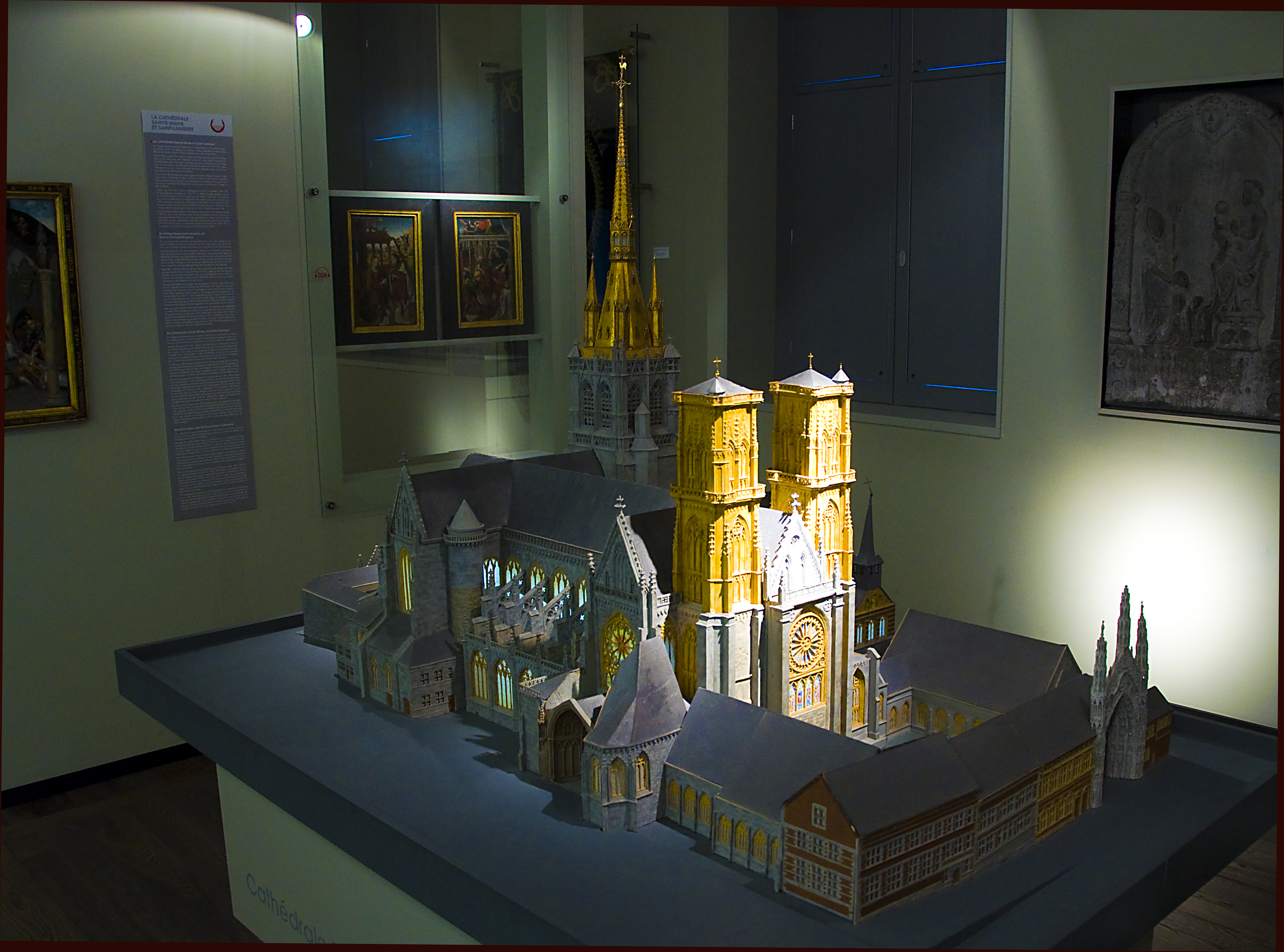
Rekonstruktionsmodell (Grand Curtius, Lüttich)

## Zerstörung
1794, während der Französischen Revolution, wurde der Abriss der Kathedrale begonnen, da für die Lütticher Revolutionäre die Kathedrale das Symbol der Herrschaft des Fürstbischofs war. Unter Aufsicht einer „Commission destructive de la cathédrale“ wurden die Bleidächer abgedeckt (das Metall wurde vom Militär benötigt), 1795 begann der Abriss des großen Turms, 1803 wurden die beiden Türme an der Fassade zerstört. 1827 war fast die gesamte Anlage planiert, Ausnahme war lediglich die Bauhütte zwischen Kathedrale und Bischofspalast, die noch bis 1929 stehen blieb.
Nach dem Abflauen der Revolution suchte die Bevölkerung nach Ersatz und entschied sich für die Stiftskirche Saint-Paul als diejenige Kirche, die dem Stadtzentrum am nächsten lag. Sie ist heute die Kathedrale von Lüttich.

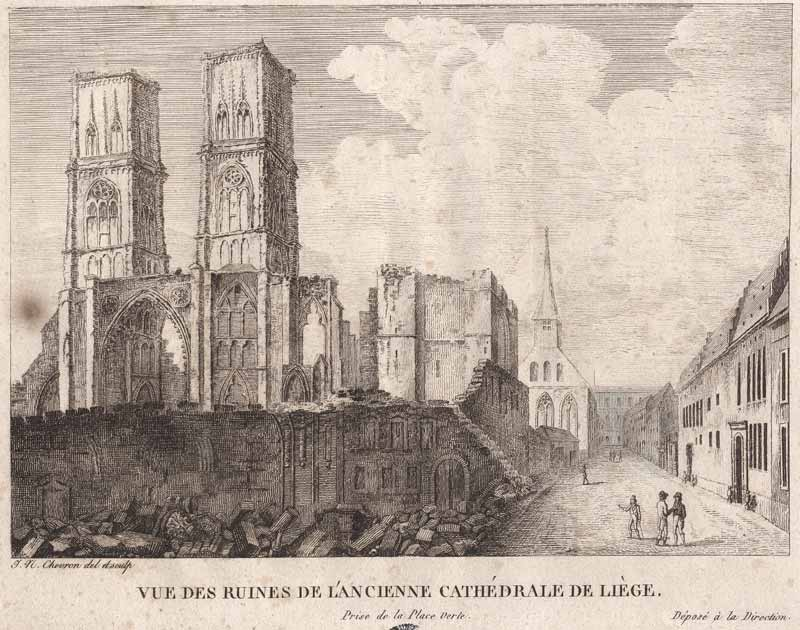
Jean-Noël Chevron, Ruine der Kathedrale
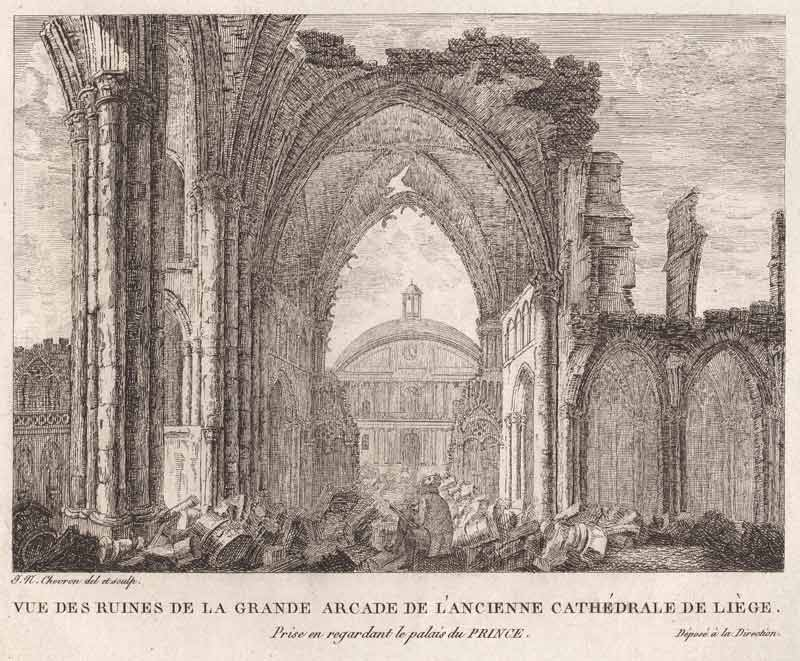
Jean-Noël Chevron, Ruine der Kathedrale (Arkaden)
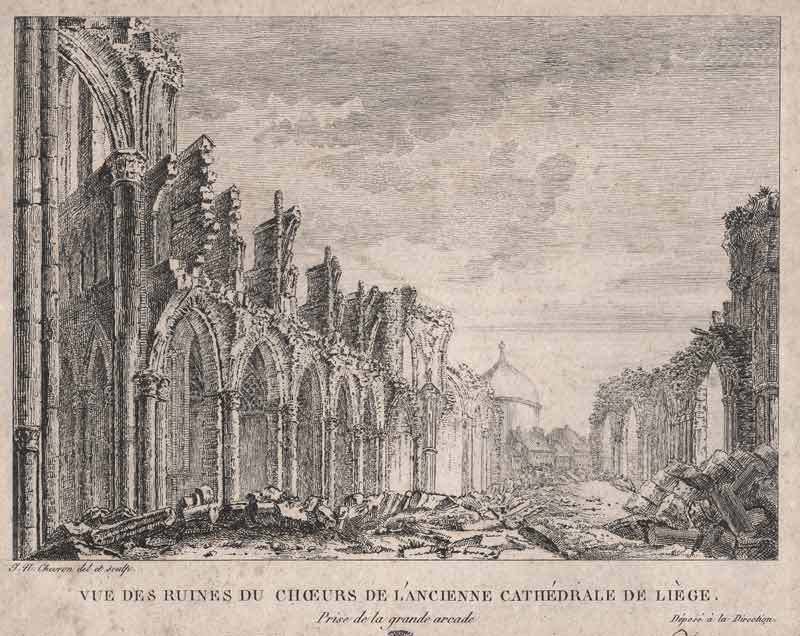
Jean-Noël Chevron, Ruine der Kathedrale (Chor)
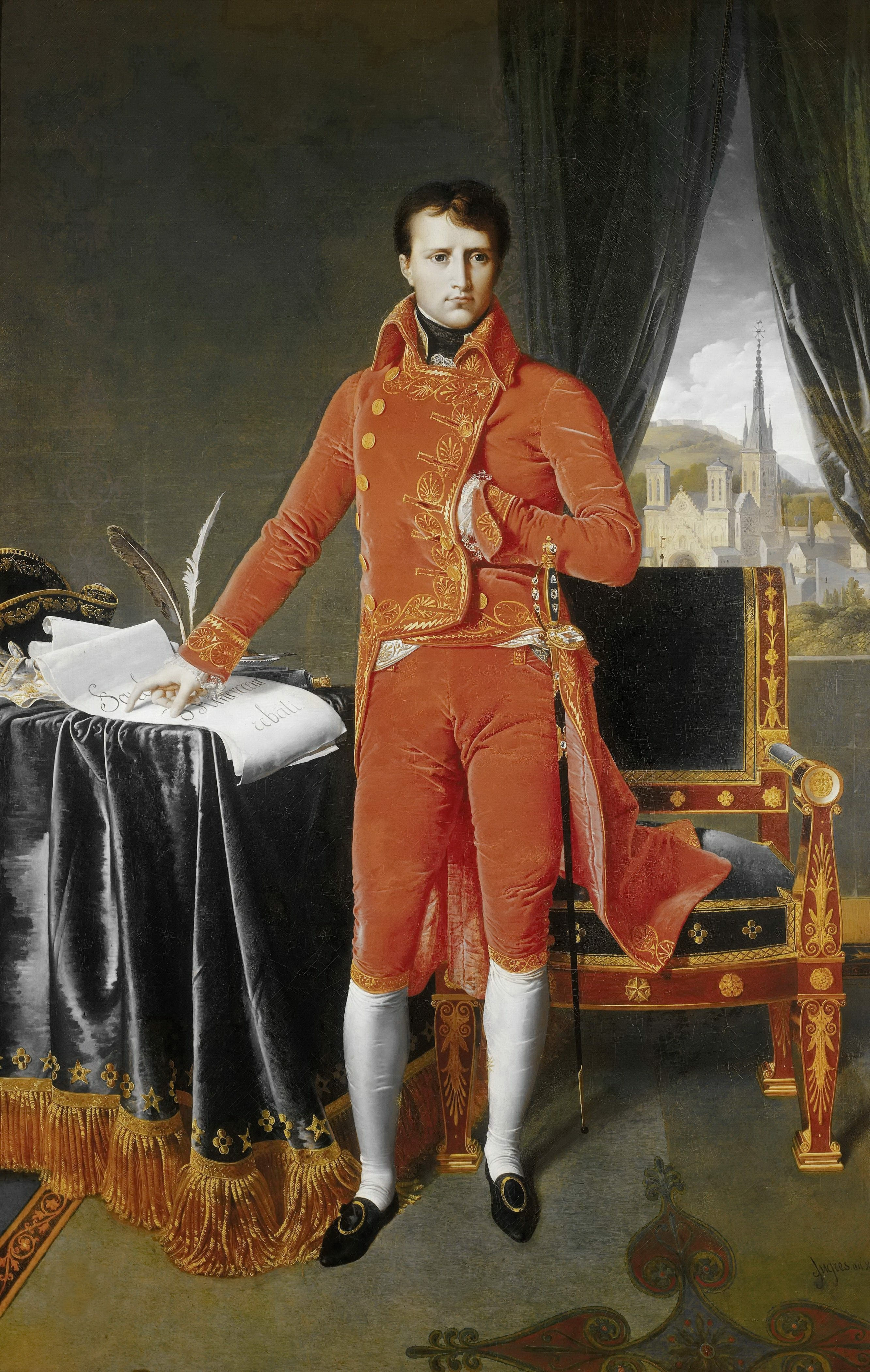
Jean-Auguste-Dominique Ingres, „Bonaparte, Premier Consul“ (1804, Grand Curtius, Lüttich) – im Hintergrund die intakte Kathedrale, die 1804 schon weitgehend zerstört war
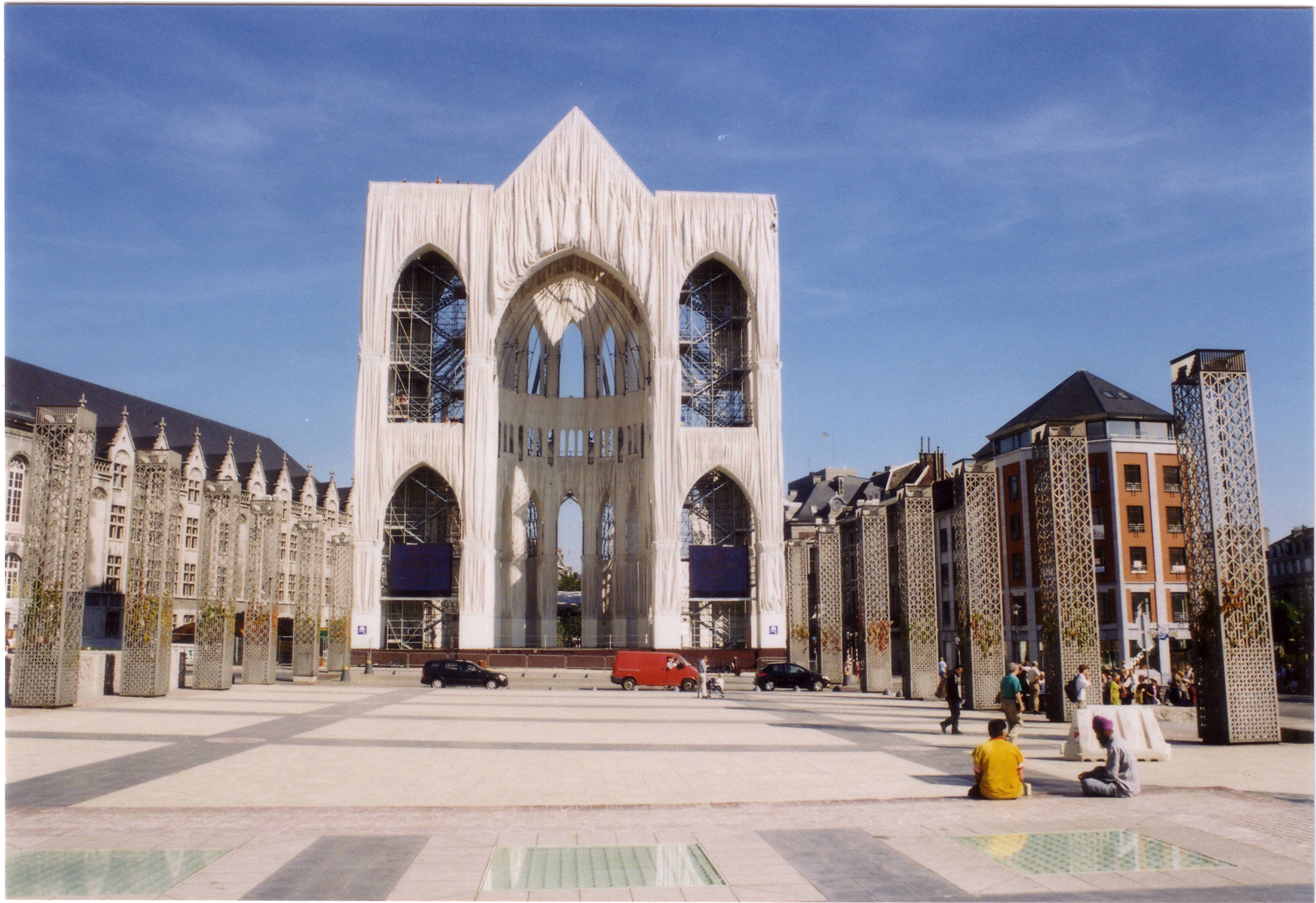
Am Ende der Umgestaltung des Place Saint-Lambert wurde im Jahr 2000 ein mit Planen eingehülltes Gerüst als 1:1 Massenmodell des Ostchores der Cathédrale Notre-Dame-et-Saint-Lambert aufgestellt, Besucher konnten das Gerüst über Treppen besteigen